# Rupert Evans
Rupert Evans (Staffordshire, 9 marzo 1977) è un attore britannico.

## Biografia
Nasce nella contea dello Staffordshire, frequenta la Milton Abbey School, nel Dorset, e continua i suoi studi alla Webber Douglas Academy of Dramatic Art. Debutta sul piccolo schermo nel 2001 nella sitcom della BBC My Family e nel 2004 interpreta l'agente John Myers nel film Hellboy diretto da Guillermo del Toro. Nel 2012 veste i panni di Godwyn nella miniserie Mondo senza fine.

## Filmografia

### Cinema
- Hellboy, regia di Guillermo del Toro (2004)
- Arritmia, regia di Vicente Peñarrocha (2007)
- Sidney Turtlebaum, regia di Tristram Shapeero - cortometraggio (2008)
- Agora, regia di Alejandro Amenábar (2009)
- Incident, regia di Alexandre Courtès (2011)
- This Is David Conrad, regia di Rob Yescombe - cortometraggio (2011)
- Elfie Hopkins, regia di Ryan Andrews (2012)
- The Canal, regia di Ivan Kavanagh (2014)
- The Boy, regia di William Brent Bell (2016)
- American Pastoral, regia di Ewan McGregor (2016)

### Televisione
- My Family - serie TV, episodio 2x01 (2001)
- Lexx - serie TV, episodio 4x14 (2002)
- Paradise Heights - serie TV, 6 episodi (2002)
- Sons & Lovers, regia di Stephen Whittaker-film TV (2003)
- Rockface - serie TV, 7 episodi (2002-2003)
- Nord e Sud (North & South) - miniserie TV, 3 puntate (2004)
- Fingersmith - serie TV, episodi 1x01-1x02-1x03 (2005)
- The Palace - serie TV, 8 episodi (2008)
- Monday Monday - serie TV, episodio 1x07 (2009)
- Emma - miniserie TV, 3 puntate (2009)
- The Little House - serie TV, episodi 1x01-1x02 (2010)
- Mondo senza fine (World Without End) - miniserie TV, 8 puntate (2012)
- Fleming-Essere James Bond (Fleming: The Man Who Would Be Bond) - miniserie TV, 4 puntate (2014)
- Rogue - serie TV, 7 episodi (2014)
- L'uomo nell'alto castello (The Man in the High Castle) - serie TV, 26 episodi (2015-2018)
- Streghe (Charmed) - serie TV (2018-2022)
- Bridgerton - serie TV, episodio 2x03 (2022)

## Doppiatori italiani
Nelle versioni in italiano delle opere in cui ha recitato, Rupert Evans è stato doppiato da:
- Alessandro Quarta in Mondo senza fine, Agora
- Francesco Pezzulli in L'uomo nell'alto castello, The Boy
- Massimo De Ambrosis in American Pastoral
- Emiliano Coltorti in Hellboy
- Gianfranco Miranda in Streghe
- Diego Baldoin ne I delitti della bella di notte

## Teatro
- Sweet Panic, regia di Stephen Poliakoff. Duke of York's Theatre di Londra (2003)
- Breathing Corpses, di Laura Wade, regia di Anna Mackmin. Royal Court Theatre di Londra (2005)
- Romeo e Giulietta, regia di Nancy Meckler e Josie Rourke. Royal Shakespeare Company (2006)
- Kiss of the Spider Woman, di Manuel Puig, regia di Charlie Westenra. Donmar Warehouse di Londra (2007)
- Broken Space Season, regia di Hamish Pirie e James Grieve. Bush Theatre di Londra (2008)
- La vita è sogno, di Pedro Calderón de la Barca, regia di Jonathan Munby. Donmar Warehouse di Londra (2009)
- Fear, di Dominic Savage, regia di Dominic Savage. Bush Theatre di Londra (2012)